# Je deviens moi
Albums de Grégory Lemarchal
Olympia 06
(2006)
Singles
1. Écris l'histoire
Sortie : 29 mars 2005
2. Je suis en vie
Sortie : 18 juillet 2005
3. À corps perdu
Sortie : février 2006

Je deviens moi est le nom du premier album studio enregistré par Grégory Lemarchal. Cet album est sorti le 18 avril 2005 et contient les singles Écris l'histoire, Je suis en vie et À corps perdu. L'album atteint la première place des charts en France, et est aussi un succès en Belgique francophone. Cet album est le premier et le seul album studio enregistré et sorti quand le chanteur était vivant.
Il existe deux formats de l'album : le premier est un CD simple et le second est une édition collector contenant un CD et un DVD.
L'album est ressorti après le décès du chanteur, en atteignant la première place du classement des albums français et la seconde place du classement des téléchargements.

## Liste des chansons
| No  | Titre                                                          | Auteur                                                 | Durée |
| --- | -------------------------------------------------------------- | ------------------------------------------------------ | ----- |
| 1.  | Je deviens moi (Titre original: Liebe ist alles)               | Peter Plate, AnNa R., Ulf Leo Sommer                   | 3:37  |
| 2.  | Je suis en vie                                                 | Alana Filippi, Rémi Lacroix                            | 3:44  |
| 3.  | Écris l'histoire (Titre original: Io so che tu,)               | Francesco de Benedittis, Davide Esposito, Paul Manners | 4:17  |
| 4.  | À corps perdu                                                  | Vanessa Filho, Roland Jéricho, Alexandre Lessertisseur | 4:13  |
| 5.  | Le feu sur les planches                                        | Éléonor Coquelin, Laurent Mesambret                    | 4:16  |
| 6.  | Je t'écris                                                     | Yvan Cassar, Marc Lévy                                 | 6:44  |
| 7.  | Pardonne-moi                                                   | Frédéric Kocourek, Julien Thomas                       | 4:08  |
| 8.  | Mon ange (Titre original: Nothing Is Wrong)                    | Francesco de Benedittis, Davide Esposito, Paul Manners | 3:59  |
| 9.  | Promets-moi                                                    | Éléonor Coquelin, Laurent Mesambret                    | 3:36  |
| 10. | Il n'y a qu'un pas                                             | Alana Filippi, Rémi Lacroix                            | 3:54  |
| 11. | Le bonheur tout simplement                                     | Romano Musumarra, Luc Plamondon                        | 3:59  |
| 12. | Une vie moins ordinaire (Titre original: Weird Friendless Kid) | Louis Elliot, Francis "Eg" White                       | 4:09  |

DVD
1. "Grégory Lemarchal - droit dans les yeux", un documentaire de Sébastien Brisard + Bonus

## Certifications
| Pays   | Certification | Date             | Ventes certifiées | Ventes physiques          |
| ------ | ------------- | ---------------- | ----------------- | ------------------------- |
| France | 2 × Or        | 7 septembre 2005 | 200 000           | 484 400 (149 897 en 2005) |

## Classements
| Classement (2005)                               | Meilleure position |
| ----------------------------------------------- | ------------------ |
| Belgique (Fr)                                   | 2                  |
| France                                          | 1                  |
| Suisse                                          | 20                 |
| Classement (2007)                               | Meilleure position |
| France (Classement des albums de plus de 2 ans) | 1                  |
| France (Téléchargement)                         | 2                  |

| Classement de fin d'année (2005)                | Position |
| ----------------------------------------------- | -------- |
| Belgique (Fr)                                   | 47       |
| France                                          | 45       |
| End of the year chart (2007)                    | Position |
| France (Classement des albums de plus de 2 ans) | 1        |
| France (Téléchargement)                         | 26       |